# 拉纳卡
拉纳卡（希臘語：Λάρνακα）是塞浦路斯的一个城市。它位于塞浦路斯岛之东海岸，是该国第二大商业港口和重要的旅游城市。2001年其人口为72000人。
石油提炼工业位于该市之北部，而拉纳卡国际机场位于该市之南。该市尤以其地中海之旅游风光而闻名，在城市中随处可见棕榈树。

## 友好城市
- 格鲁吉亚波季
- 英国哈林盖
- 希腊格利法扎
- 法国阿雅克肖
- 斯洛伐克布拉迪斯拉发
- 希腊拉里萨
- 俄罗斯新西伯利亚
- 匈牙利塞格德
- 阿尔巴尼亚萨兰达
- 希腊比雷埃夫斯
- 希腊莱罗斯
- 希腊埃利乌波利斯
- 澳大利亚